# 舟塚山古墳
舟塚山古墳（ふなつかやまこふん）は、茨城県石岡市北根本にある古墳。形状は前方後円墳。舟塚山古墳群を構成する古墳の1つ。国の史跡に指定されている。
茨城県では最大、関東地方では第2位の規模の古墳で、5世紀後半（古墳時代中期）頃の築造と推定される。

## 概要
茨城県中部、恋瀬川流域の台地縁辺部に築造された大型前方後円墳である。北東約300メートルには府中愛宕山古墳があり、霞ヶ浦との位置関係から舟塚山古墳は「入舟（入船）」、愛宕山古墳は「出舟（出船）」と通称される。舟塚山古墳については1963年（昭和38年）に測量調査が、1972年（昭和47年）に周溝確認の発掘調査が実施されている。
墳形は前方後円形で、前方部を西方に向ける。墳丘は3段築成で、神社の社殿造営や採土・墓地造営により若干の改変を受けている。墳丘長は約186メートルを測るが、これは茨城県では最大規模、関東地方でも太田天神山古墳（群馬県太田市、210メートル）に次ぐ第2位の規模になる。墳丘外表では円筒埴輪列が認められているが、形象埴輪は未確認で、葺石の有無も明らかでない。墳丘周囲には盾形の周濠が巡らされており、周濠を含めた古墳全長は約260メートルにもおよぶ。また周辺では陪塚と見られる小古墳数基の分布も見られる。埋葬施設は明らかでないが、地元では多数の大刀が出土したとする伝承がある。
この舟塚山古墳は、墳形・出土埴輪から古墳時代中期の5世紀後半頃の築造と推定される。被葬者は明らかでないが、その規模からは新治郡・行方郡・稲敷郡域を治めた大豪族の墓と見られ、特に茨城国造の首長墓と推測する説もある。
古墳域は1921年（大正10年）に国の史跡に指定されている。なお石岡市域は、後世に常陸国府・常陸国分寺・常陸国分尼寺が営まれるなど、律令制下に入っても常陸国の中心地であったことが知られる。

## 遺跡歴
- 1921年（大正10年）3月3日、国の史跡に指定[6]。
- 1963年（昭和38年）、測量調査（明治大学考古学研究室）[2][4]。
- 1972年（昭和47年）、周溝確認の発掘調査（詳細は未発表）[2][1]。
- 2011-2013年度（平成23-25年度）、測量調査、地中レーダー探査・物理探査。

## 墳丘

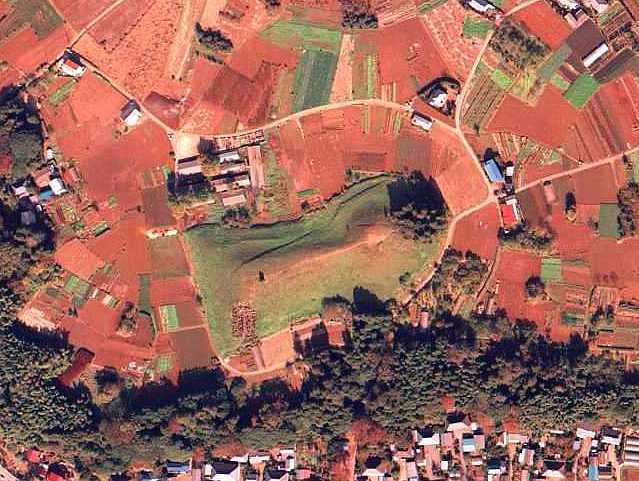
舟塚山古墳の空中写真。

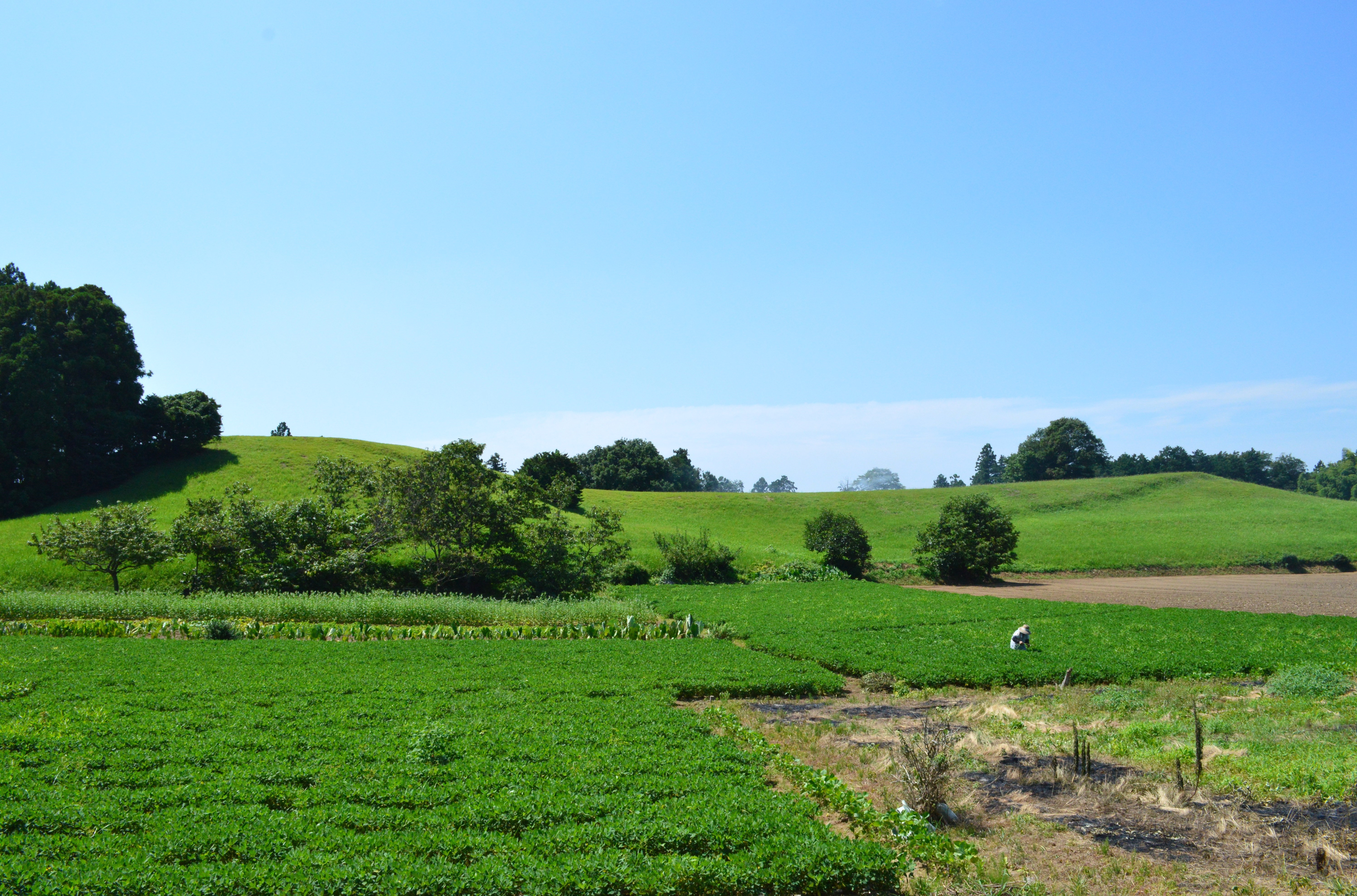
墳丘全景（北方から）左に後円部、右に前方部。

墳丘の規模は次の通り。

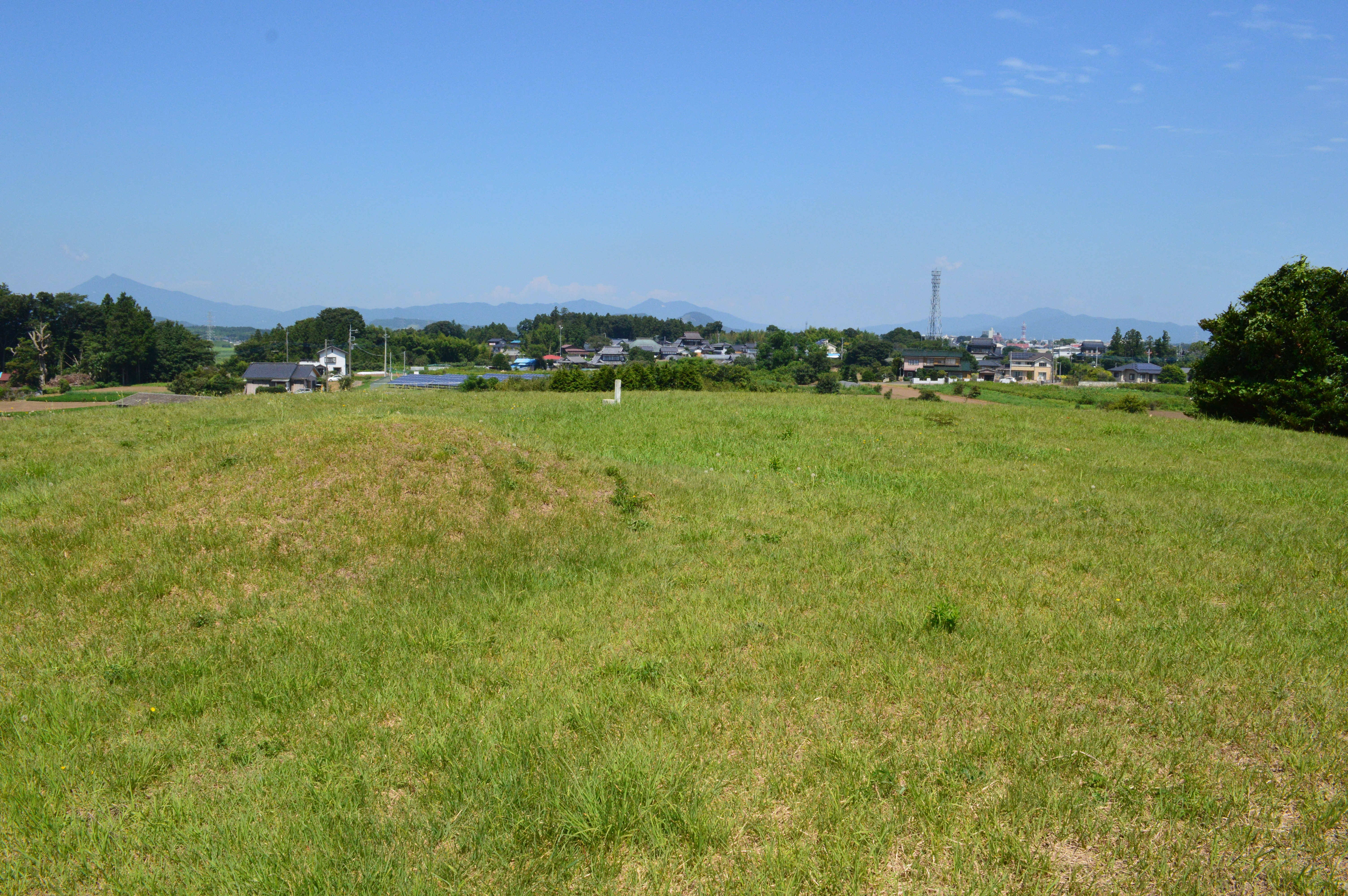
古墳総長：約260メートル - 周濠を含めた古墳全長[2]。
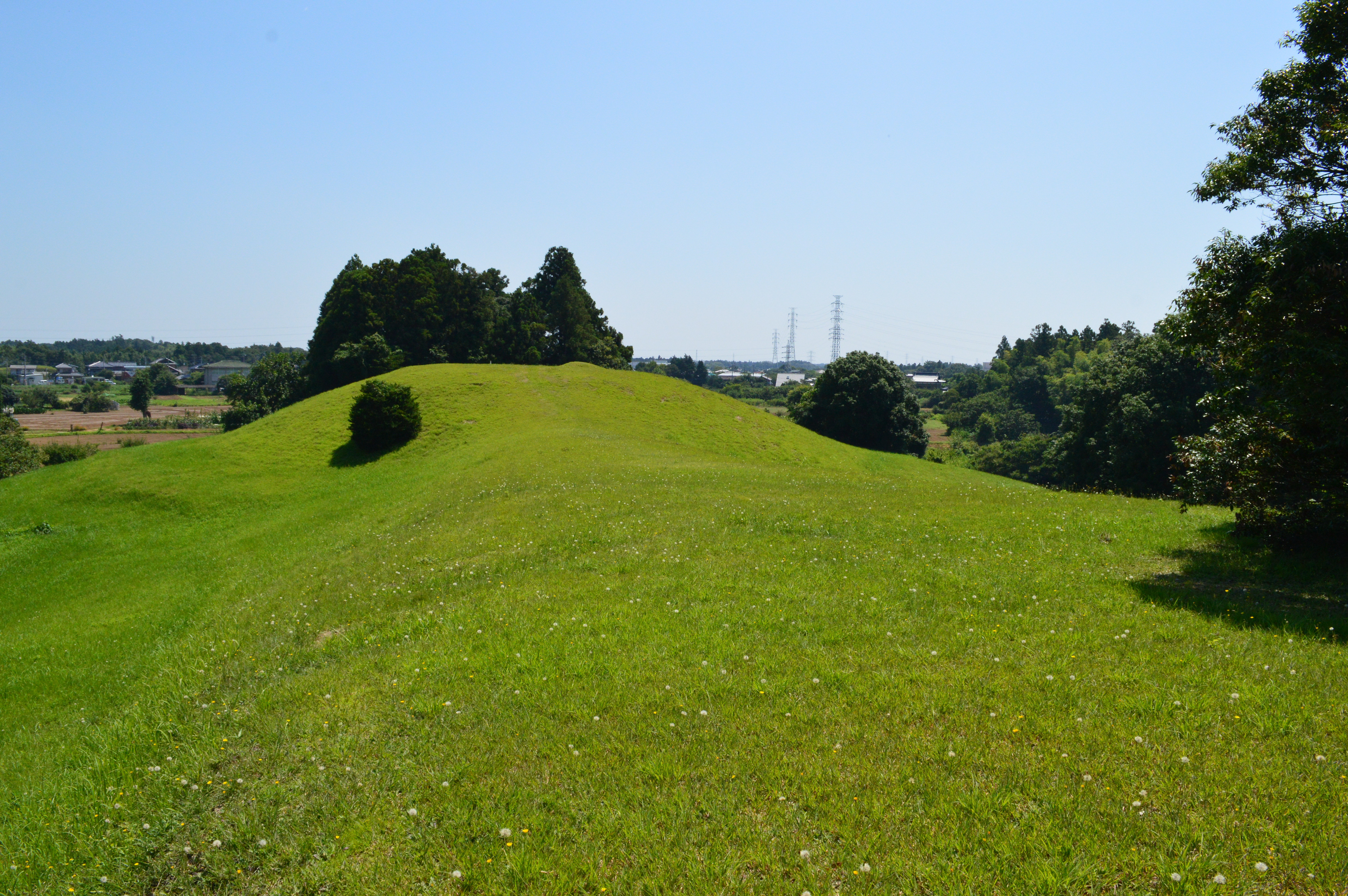
墳丘長：186メートル
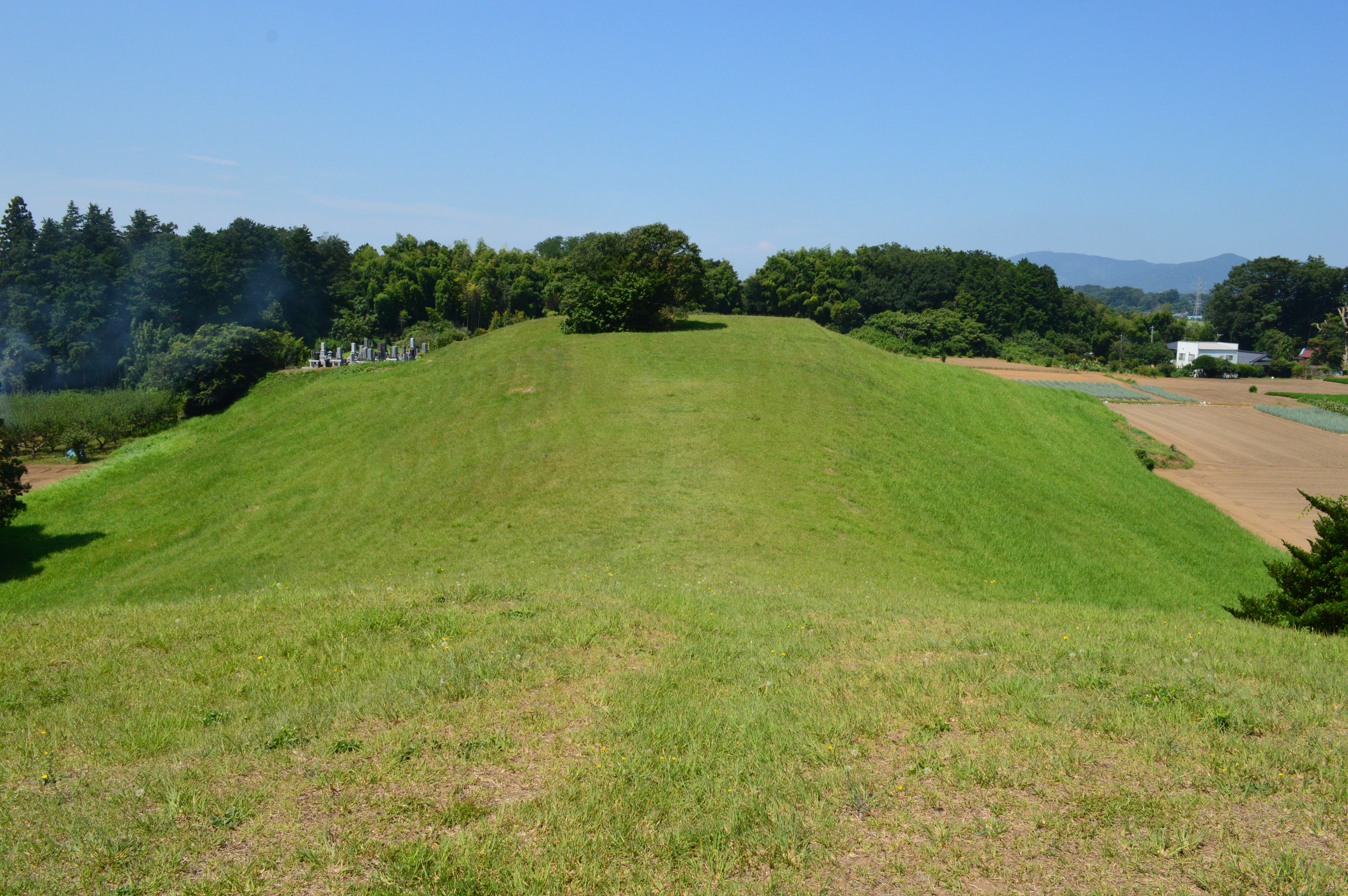
後円部
  - 直径：90メートル
  - 高さ：11メートル
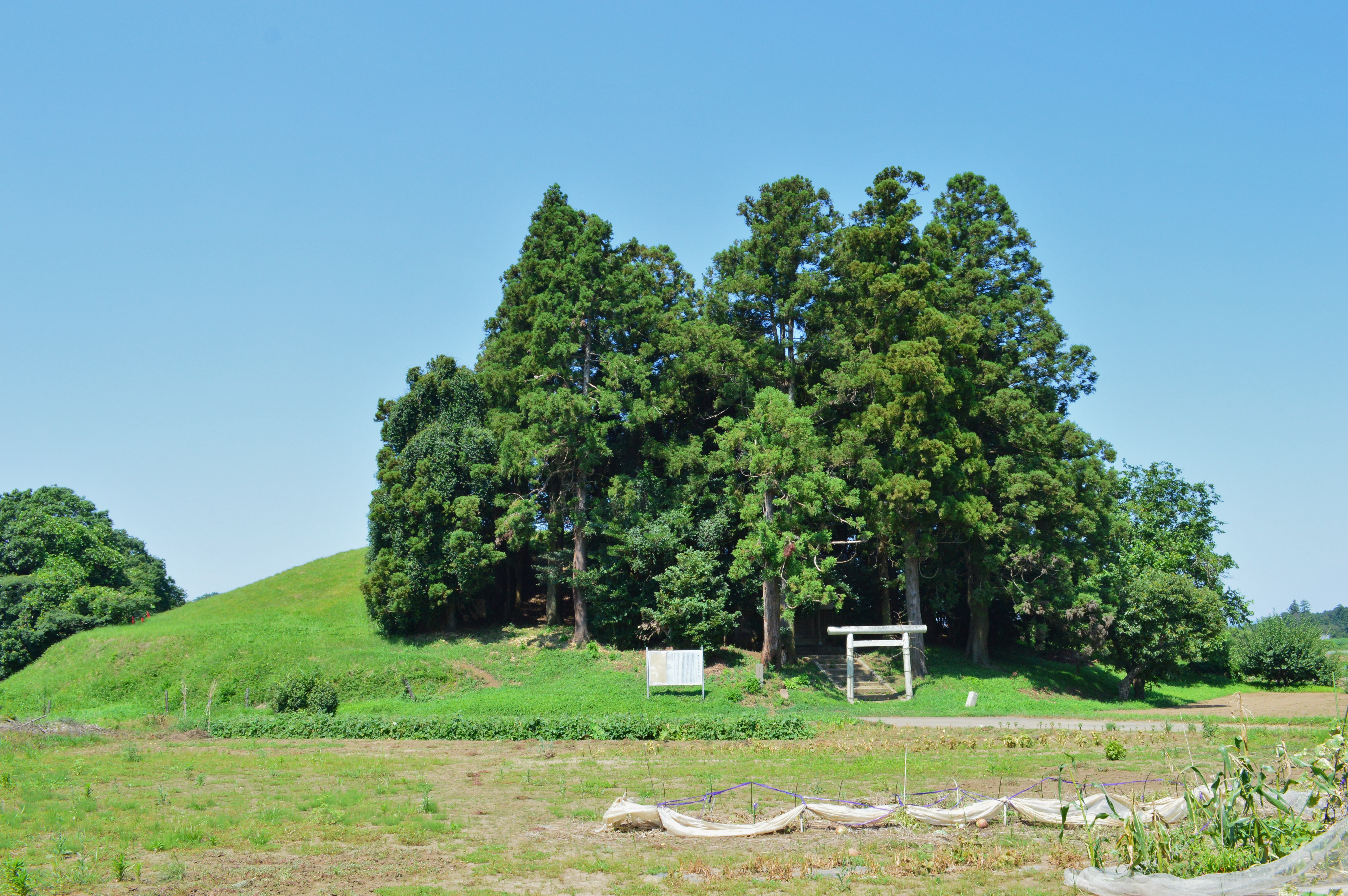
前方部
  - 幅：100メートル
  - 高さ：10メートル

墳形の築造企画は、大仙陵古墳（大阪府堺市、伝仁徳天皇陵）やウワナベ古墳（奈良県奈良市）との類似が指摘される。
墳丘周囲では周濠が認められているが、古墳自体が台地の縁辺部に位置するため、周濠は墳丘北側（台地側）のみであって南側（崖側）には設けられなかったと推測される。現状の周濠の規模は、後円部東側で幅44メートル、前方部西側で幅40メートル、くびれ部北側で最大幅63メートルを測る。
- 後円部墳頂
- 前方部から後円部を望む
- 後円部から前方部を望む
- 後円部墳丘

## 陪塚
舟塚山古墳の周辺では、陪塚（陪冢）と見られる小古墳数基の分布が知られる。1972年（昭和47年）の調査の際には、そのうちの小円墳（舟塚山17号墳）で木棺が発見され、その中から短甲・盾・直刀が出土している（石岡市指定有形文化財）。
なお、そのほかに舟塚山9号墳から出土した箱式石棺が、石岡市民俗資料館前に移動のうえ保存されている。

## 文化財

### 国の史跡
- 舟塚山古墳 - 1921年（大正10年）3月3日指定[6][7]。

### 関連文化財
- 舟塚山古墳群17号墳出土短甲・盾・直刀（考古資料） - 石岡市指定有形文化財（考古資料）。1978年（昭和53年）8月23日指定[8]。

## 現地情報
所在地
- 茨城県石岡市北根本

交通アクセス
- 鉄道：東日本旅客鉄道（JR東日本）常磐線 高浜駅 （徒歩約10分）

関連施設
- 常陸風土記の丘（石岡市染谷） - 舟塚山古墳の出土埴輪等を展示。

周辺
- 舟塚山古墳群
  - 府中愛宕山古墳 - 茨城県指定史跡。